# 康乃爾·韋斯特
康乃爾·隆納·韋斯特（英語：Cornel Ronald West，1953年6月2日—），美國哲學家、政治活動家、社會批評家、演員和公共知識分子。  作為浸信會牧師的孫子，韋斯特關注種族、性別和階級在美國社會中的作用，以及人們對“極端條件性”做出反應的方式。 作為一名社會主義者， 韋斯特從多種傳統中吸取知識貢獻，包括基督教、黑人教會、馬克思主義、新實用主義和超验主义。 他最有影響力的著作包括 Race Matters (1994) 和 Democracy Matters (2004)。
韋斯特是美國左翼政治中直言不諱的聲音。 在他的職業生涯中，他曾在哈佛大學、耶魯大學、纽约协和神学院、普林斯頓大學、達特茅斯學院、佩珀代因大學和巴黎大學擔任教授和學者。  他還經常在許多媒體上就政治和社會問題發表評論。

## 早年生活和教育
韦斯特于1953年6月2日出生于俄克拉荷马州塔尔萨，在加利福尼亚州萨克拉门托长大，毕业于约翰·肯尼迪高中。他的母亲艾琳·雷谢尔（拜厄斯）是一名教师和校长。他的父亲小克利夫顿·路易斯·韦斯特是美国国防部的总承包商。他的祖父老克利夫顿·L·韦斯特是塔尔萨大都会浸信会的牧师。加利福尼亚州埃尔克格罗夫的艾琳·B·韦斯特小学以他母亲的名字命名。
十几岁时，韦斯特参加了民权示威游行，并组织了抗议活动，要求在他担任学生会主席的高中开设黑人学习课程。他后来写道，年轻时，他钦佩“麦尔坎·X真诚的黑人战斗精神、黑豹党的反抗愤怒和詹姆斯·孔恩的黑色神学”。
1970年，高中毕业后，他进入哈佛学院，参加了哲学家罗伯特·诺齐克和斯坦利·卡维尔教授的课程。1973年，韦斯特以优异的成绩毕业于哈佛学院近东语言与文明专业。他认为哈佛让他接触到了更广泛的思想，并且他受到了教授和黑豹党（BPP）的影响。韦斯特说，他的基督教信仰使他无法加入BPP，而是选择在当地的早餐、监狱和教堂项目中工作。在哈佛学院完成本科学业后，韦斯特考入了普林斯顿大学，并于1980年获得硕士和博士学位，在雷蒙德·戈伊斯和谢尔登·沃林的指导下完成了一篇论文。他成为普林斯顿大学第一位获得哲学博士学位的非裔美国人。
在普林斯顿，韦斯特深受理查德·罗蒂的新实用主义的影响。在韦斯特毕业后的许多年里，罗蒂一直是韦斯特的亲密朋友和同事。韦斯特的论文题目是《伦理学、历史主义和马克思主义传统》，后来被修订并出版为《马克思主义思想的伦理维度》。

## 事业

### 学术任命
20多岁时，他回到哈佛担任W·E·B·杜波依斯研究员，之后成为纽约协和神学院的助理教授。1984年，他进入耶鲁神学院，最终成为美国学的联合任命。在耶鲁期间，他参加了校园抗议活动，要求成立一个神职人员工会，并从种族隔离的南非撤资。其中一次抗议活动导致他被捕入狱。作为惩罚，大学管理层取消了他1987年春季学期的假期，导致他从康涅狄格州纽黑文的耶鲁（他在那里教两门课）穿越大西洋前往圣但尼的巴黎第八大学。
然后，他回到协和神学院一年，然后前往普林斯顿大学，在1988年至1994年期间担任宗教教授和非洲裔美国人研究项目主任。普林斯顿大学毕业后，他接受了哈佛大学非洲裔美国人研究教授的任命，并与哈佛神学院联合任命。韦斯特教授了该大学最受欢迎的课程之一，一门关于非裔美国人研究的入门课。1998年，他被任命为第一位阿方斯·弗莱彻大学教授。韦斯特利用这一新职位不仅教授非裔美国人研究，还教授神学、宗教和哲学课程。1998年，韦斯特还在纽约州立大学普拉茨堡分校被纳入ODK荣誉社团。
2000年，经济学家、前美国财政部长劳伦斯·萨默斯成为哈佛校长。不久之后，萨默斯与韦斯特举行了一次私人会议，据报道，他在会上指责韦斯特缺课太多，导致成绩通胀，忽视了严肃的学术研究，并在经济上有利可图的项目上花费了太多时间。据报道，萨默斯建议韦斯特出版一本适合他教授职位的学术书籍，因为他最近的作品主要是合著和编辑的书籍。据一些报道，萨默斯还反对韦斯特制作一张CD，即备受批评的《我的文化素描》，以及他的政治竞选活动，包括花三周时间宣传比尔·布拉德利2000年的总统竞选活动。韦斯特声称，他在哈佛大学期间只缺席了一节课，“以便在哈佛大学主办的艾滋病会议上发表主题演讲”。据称，萨默斯还建议，由于韦斯特担任哈佛大学教授，因此直接向总统报告，他应该定期与萨默斯会面，讨论他的学术成果的进展。
萨默斯拒绝就他与韦斯特的谈话细节发表评论，只是表示他希望韦斯特留在哈佛。不久之后，韦斯特因前列腺癌住院治疗。韦斯特指出，萨默斯在手术后几周才给他送去祝福，而新上任的普林斯顿大学校长雪莉·蒂尔曼在治疗前后经常联系他。2002年，韦斯特离开哈佛大学回到普林斯顿。韦斯特在接受美国国家公共电台节目《塔维斯·斯迈利秀》的公开采访时批评萨默斯，称他为“高等教育界的阿里埃勒·沙龙”。针对这些言论，以分子生物学教授雅克·罗伯特·弗雷斯科为首的五名普林斯顿大学教职员工表示，他们“强烈反对他对萨默斯的描述”，并且“这样的类比带有影射和暗示……普林斯顿大学的许多教职员工认为这非常不恰当，甚至令人反感和无法容忍”。哈佛大学的本科生报纸《哈佛克里姆森报》在2002年10月表示，《法律与秩序：犯罪意图》中《反命题》一集的背景是基于韦斯特与萨默斯的冲突。
2002年，韦斯特回到普林斯顿，他于2006年帮助建立了非裔美国人研究中心。2012年，韦斯特离开普林斯顿大学，回到了他开始教学生涯的纽约协和神学院。他继续以荣誉退休身份在普林斯顿大学教授非裔美国人研究中心的1943届大学教授。
韦斯特于2016年11月回到哈佛大学，担任公共哲学实践教授一职。他被哈佛神学院和艺术与科学研究生院非洲和非裔美国人研究系联合任命。
2021年2月，有报道称，韦斯特被拒绝考虑哈佛大学的终身教职，并威胁要再次离开该大学。2021年3月8日，韦斯特宣布他将离开哈佛大学，搬到曼哈顿的协和神学院。他于2021年6月30日向哈佛大学提交了一封辞职信。韦斯特暗示，拒绝他终身任职的决定是对他对以色列和巴勒斯坦事业的批评立场的报复。韦斯特写道：
哈佛是一个像我这样的自由黑人的地方吗？他的基督教信仰和见证对巴勒斯坦和犹太婴儿——就像所有婴儿一样——给予同等价值，并拒绝所有不道德的职业？
2021年7月1日，韦斯特重新加入曼哈顿协和神学院，担任著名的潘霍华主席。自1928年以来，纽约市的协和神学院一直是哥伦比亚大学神学系的组成部分。
作为20多个荣誉学位和美国图书奖的获得者，韦斯特撰写或贡献了20多本已出版的书籍。韦斯特是美国民主社会主义者的长期成员，并曾担任该党的名誉主席。他也是精神进步者网络的联合创始人。韦斯特是国际正义之桥的顾问委员会成员。2008年，他获得了世界文化理事会的特别认可。韦斯特也是阿尔法-斐-阿尔法兄弟会及其世界政策委员会的成员，该委员会是一个智库，其目的是扩大阿尔法-斐-阿尔法在政治和社会政策中的参与，以涵盖国际关切问题。
黑兹尔·卡比将韦斯特比作W·E·B·杜波依斯，认为他是一位多产的非裔美国思想家，并被誉为“可能是当代最具影响力的杜波依斯复兴者”。通过在杜波依斯的种族思想传统中建立西方，卡比强调了他们在知识地位和审美存在（如服装）方面的相似之处。
韦斯特在大众媒体上被广泛引用。他的学术既受到批评，也受到赞扬；《新共和》文学编辑莱昂·维泽尔蒂尔称韦斯特的写作“宗派主义、无幽默感、迂腐且自恋”。
1997年，韦斯特当选为美国哲学学会会员，1999年当选为美国文理科学院院士。

### 广播、电影和唱片
韦斯特在《黑客帝国2: 重装上阵》（2001年）和《黑客帝国3: 矩阵革命》（2003年）中都以议员韦斯特的身份出现，并在电子游戏《进入黑客帝国》中为这个角色配音。此外，韦斯特还与积分理论家肯恩·威尔柏一起对《黑客帝国系列》中的三部《黑客帝国》电影进行了哲学评论。
韦斯特曾多次出现在纪录片中，如2008年的《审视人生》，这是一部纪录片，讲述了几位学者在现实世界中讨论哲学的故事。韦斯特说：“开车穿过曼哈顿……把哲学比作爵士乐和蓝调，提醒我们精神生活是多么的紧张和充满活力。”他还在2009年的纪录片《还是比尔》中与比尔·威瑟斯对话。
韦斯特经常出现在政治脱口秀节目《马赫脱口秀》中。
一个基于韦斯特和他职业生涯中事件的角色出现在《法律与秩序：犯罪意图》的“反命题”一集中，这对介绍反复出现的反派角色妮可·华莱士具有重要意义。
2012年5月，韦斯特客串出演了美国电视喜剧系列剧《我为喜剧狂》第六季《明年黑帮会发生什么？》。
韦斯特录制了约翰·麦伦坎普的歌曲“Jim Crow”的朗诵，并于2009年收录在歌手的《在7609号乡村公路上》套装中。
2010年，他与自己代言的嘻哈乐队康乃尔韦斯特理论（Cornel West Theory）完成了录音。
他还发行了几张嘻哈灵魂口语专辑。2001年，韦斯特发行了他的第一张专辑《我的文化素描》。2004年发行了《街头知识》。2007年，West发行了他的第三张专辑，名为《永不忘记：启示之旅》，其中包括与王子、Talib Kweli、吉尔·斯科特、Andre 3000、KRS One、杀手迈克和已故的热拉尔·勒韦尔等人的合作。韦斯特出现在Immortal Technique的歌曲《时代的特征》中，该歌曲出现在2011年的专辑《烈士》中。2012年，他出现在阿里兄弟的歌曲《给我的同胞的信》中，这首歌出现在专辑《美国的哀悼和彩色的梦想》中。
韦斯特经常与他的朋友罗伯特·P·乔治（Robert P.George）交谈，后者是一位著名的保守派知识分子，两人经常在学院和大学一起谈论博雅教育、言论自由和公民对话的意义。
2020年9月，他被《前景》杂志列为新冠肺炎疫情时代第四大思想家。
截至2020年，韦斯特与特里西娅·罗斯共同主持了播客《紧绳》。

## 批评和争议
韦斯特因其消费习惯而受到批评，他经常负债，截至2023年欠美国国税局48.3万美元。其中一些支出用于婚外情，一些女朋友和前妻声称他使自己怀孕并被抛弃。
他被描述为有争议人士。

## 活动

### 美国种族观点
韦斯特称美国是一个“种族主义父权制”国家，白人至上主义继续定义着日常生活。他写道，“美国白人”“在确保种族正义方面历来意志薄弱，并继续抵制完全接受黑人的人性。”他接着说，这造成了许多“渴望身份、意义和自我价值的堕落和受压迫的人”。韦斯特将黑人社区的大部分问题归因于“存在焦虑源于白人至上主义信仰和图像渗透到美国社会和文化中所造成的本体论创伤和情感创伤的生活经历。”
在韦斯特看来，9月11日的袭击“让美国白人看到了在美国身为黑人意味着什么”，感到“不安全、不受保护、遭受随机暴力和对自己的仇恨”。“9·11事件对无辜平民的丑陋恐怖袭击”，他说，“使整个国家陷入困境”。
韦斯特于2014年10月13日被捕，当时他正在抗议迈克尔·布朗被枪杀，并参加了弗格森十月活动，2015年8月10日，在布朗去世一周年之际，他在圣路易斯的一家法院外示威。2015年的纪录片《#Bars4Justice》包含了韦斯特在弗格森示威和被捕的镜头。

### 政治

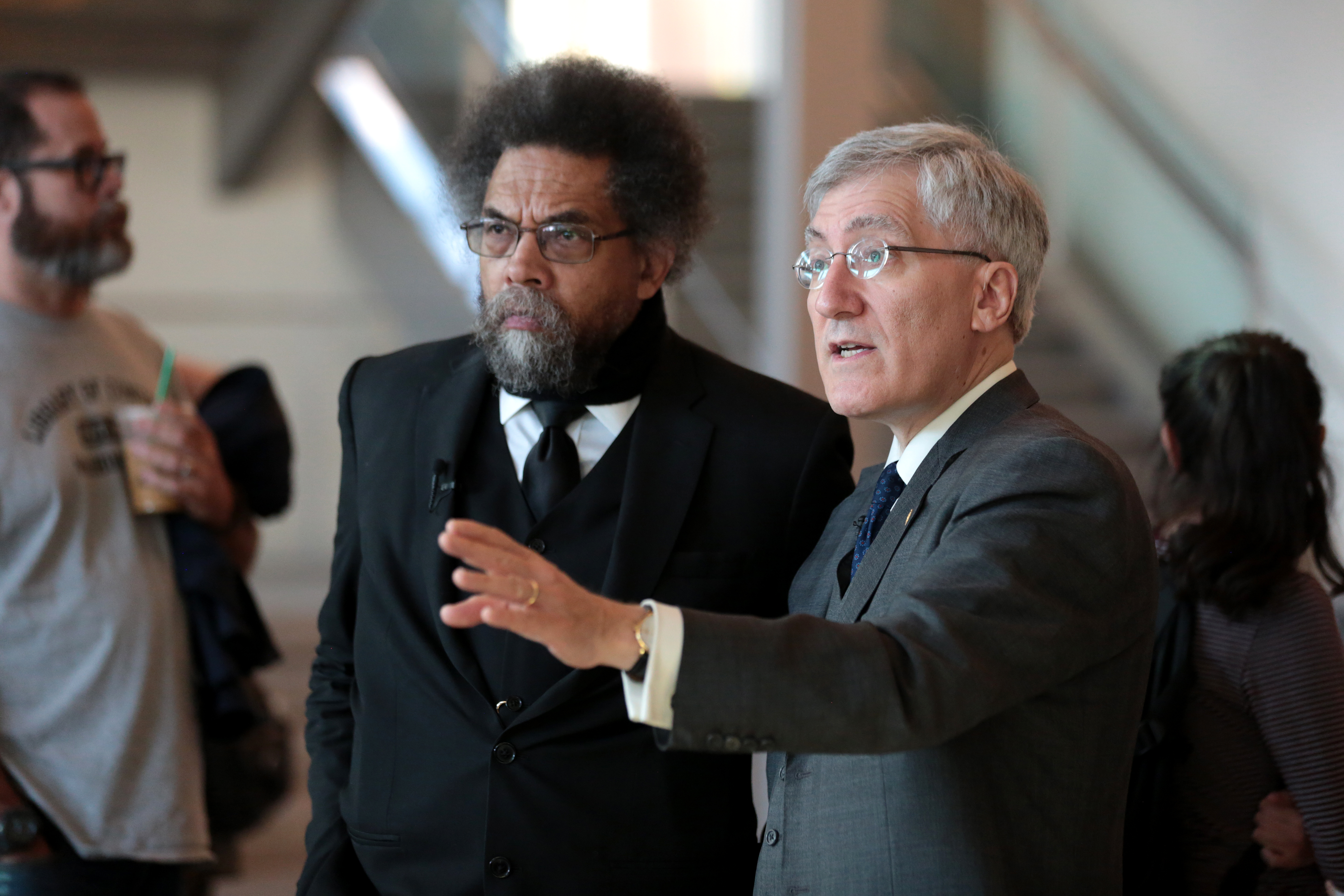
2018年，韦斯特和罗伯特·P·乔治在一起

韦斯特将自己描述为“非马克思主义社会主义者”（部分原因是他不认为马克思主义和基督教是可以调和的），并曾担任美国民主社会主义者的名誉主席，他将其描述为“第一个与我的政治关系密切、我可以加入的多种族社会主义组织”。在以《黑客帝国》为主题的纪录片《伯利人编年史》中，他称自己是一个“激进的民主主义者，怀疑一切形式的权威”。
西方认为“推翻萨达姆·侯赛因丑陋的极权主义政权是可取的”，但伊拉克战争是布什政府“不诚实操纵”的结果。他断言，布什政府的鹰派“不仅仅是保守派精英和右翼理论家”，而是“福音派虚无主义者——被权力所陶醉，被美国统治世界的巨大妄想所驱使。”他补充道：“（我们现在）正在经历美国可悲的黑帮化，对权力、财富和地位的肆意攫取。”韦斯特警告说，将资本主义视为这些所谓的美国欲望的根源，“自由市场原教旨主义淡化了对公共利益的关注。它让焦虑的工人感到恐惧和不安全。它还让金钱驱动、痴迷于民意调查的民选官员尊重企业的利润目标，而这往往是以牺牲共同利益为代价的。”
韦斯特参与了“百万人游行”和拉塞尔·西蒙斯的嘻哈峰会等项目，他还与阿尔·夏普顿等公众人物合作，后者在2004年总统选举中邀请韦斯特担任顾问。
2000年，韦斯特担任民主党总统候选人比尔·布拉德利的高级顾问。当布拉德利在初选中失利时，韦斯特成为绿党候选人拉尔夫·纳德的杰出和积极的支持者，在纳德的几次集会上发表讲话。一些绿党人士试图在2004年将韦斯特推选为总统候选人。韦斯特拒绝了，理由是他积极参与了阿尔·夏普顿的竞选活动。韦斯特与纳德2000的其他著名支持者一起签署了“投票阻止布什”声明，敦促摇摆州的进步派选民投票支持约翰·克里，尽管他们对克里的许多政策存在强烈分歧。:35-36
2002年4月，韦斯特和拉比迈克尔·勒纳坐在美国国务院前的街道上，“声援受苦的巴勒斯坦和以色列兄弟姐妹”，进行了公民不服从行为。韦斯特说：“我们必须与双方的人性保持联系。”。2007年5月，韦斯特参加了一场示威活动，反对“以色列占领造成的巴勒斯坦人民面临的不公正”，并“提请人们注意这40年来对正义的嘲弄”。2011年，韦斯特呼吁亚利桑那大学剥离从以色列占领巴勒斯坦领土中获利的公司。

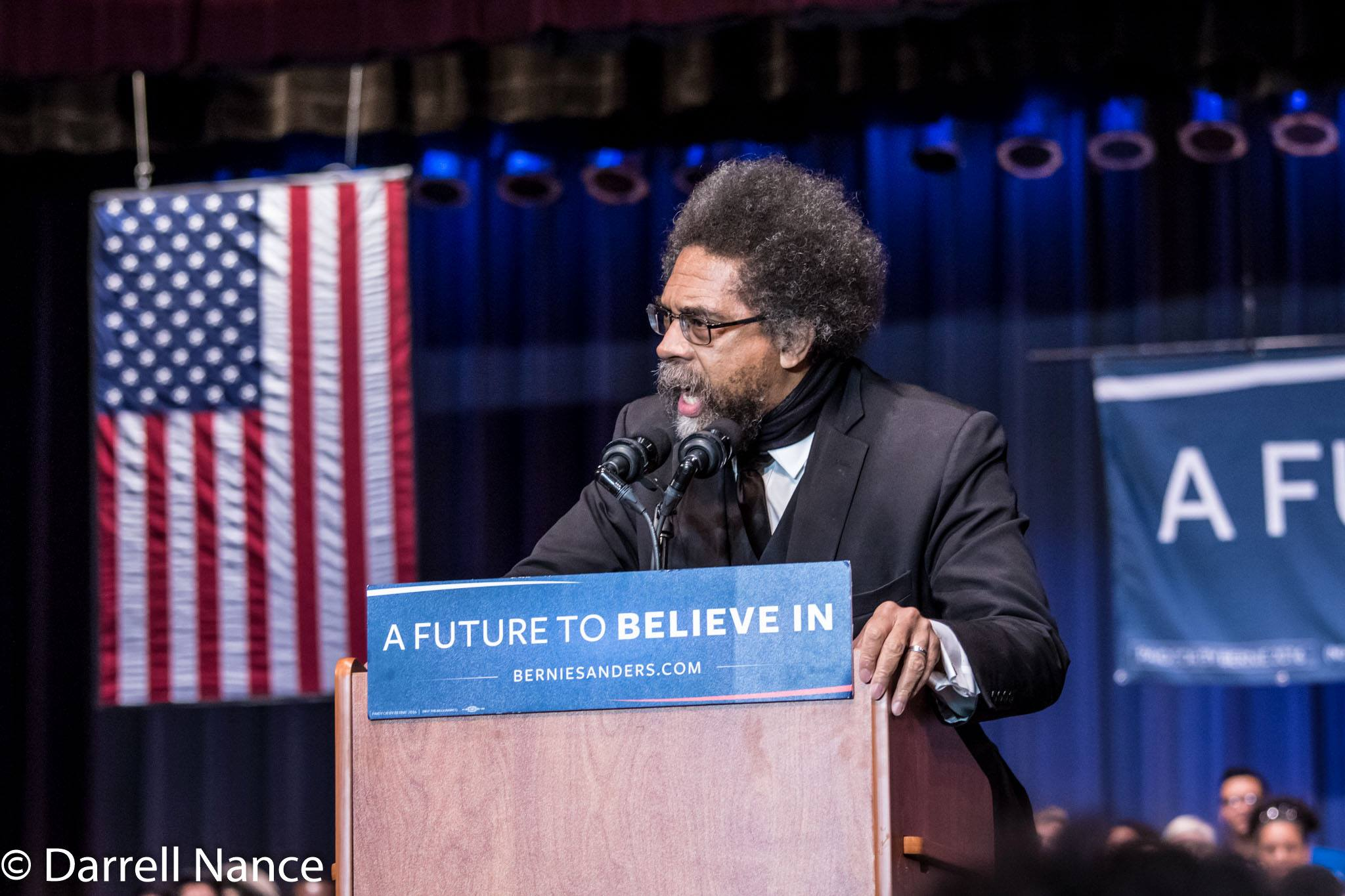
2016年1月的韦斯特发表讲话支持伯尼·桑德斯

韦斯特还担任精神进步者网络（前身为Tikkun社区）的联合主席。他共同主持了国家育儿组织的父母赋权工作组，并参加了比尔·克林顿总统的全国种族对话。他公开支持《In These Times》杂志，称其为“美国左翼最具创造力和挑战性的新闻杂志”。他也是《Sojourner》杂志的特约编辑。
韦斯特支持善待动物组织（PETA）在肯塔基州的“油炸残忍”运动中，旨在消除PETA所说的肯德基对鸡的不人道待遇。善待动物组织的传单上引用了韦斯特的话：“虽然大多数人对鸡的了解不如对猫和狗的了解，但鸡是有趣的个体，其个性和兴趣与我们许多人共同生活的狗和猫一样发达。”
2008年，韦斯特在纪录片《呼吁+回应》中发表了他对现代奴隶制和人口贩卖这一全球问题的见解。韦斯特是和平与民主运动的成员。
2011年，韦斯特对“占领华尔街”的一些批评者表示失望，他们说这场运动缺乏明确和统一的信息。韦斯特回答说：
将华尔街的贪婪问题转化为一个或两个要求是不可能的。我们谈论的是民主觉醒……你说的是提高政治意识，让它蔓延到全国各地，这样人们就可以开始通过一系列不同的视角看到正在发生的事情，然后你开始强调更详细的要求。因为最后我们真正谈论的是马丁·金所说的革命：权力从寡头转移到各种肤色的普通人。这是一个循序渐进的过程。
2011年10月16日，韦斯特在华盛顿特区参加占领华盛顿特区的抗议活动，抗议最高法院对前一年联合公民诉联邦选举委员会案的裁决。五天后，他在哈莱姆区举行的“占领华尔街”抗议活动中被捕，抗议纽约警察局的拦截搜查政策。
2014年，韦斯特与美国革命共产党共同发起了“停止大规模监禁网络”项目。同年晚些时候，他和RCP主席鲍勃·阿瓦基安参加了关于“宗教与革命”的视频讨论。
2017年8月，韦斯特作为跨宗教、多种族神职人员之一，参加了弗吉尼亚州夏洛蒂镇团结右翼集会的反抗议活动；韦斯特断言安提法救了他们的命。
韦斯特是朱利安·阿桑奇直言不讳的支持者，有一次他说：“（阿桑奇）只是揭露了美利坚帝国的一些罪行和谎言”。
韦斯特表示，他认为俄罗斯入侵乌克兰是“由北约扩张引发的犯罪入侵，北约是美国全球力量的工具”，并将这场战争描述为“美利坚帝国和俄罗斯联邦之间的代理人战争”。
西方谴责以色列在加沙地带的战争罪行，并呼吁以色列-哈马斯战争停火，称美国在联合国安理会的否决权“阻止投票结束以色列在加沙的野蛮种族灭绝运动是一种精神淫秽和道德破产的行为。”他称乔·拜登总统为战争罪犯，并表示以色列和美国是对巴勒斯坦人种族灭绝的同谋。

### 对贝拉克·奥巴马的观点
韦斯特经常谈到缺乏足够的黑人领导力，以及这如何导致黑人社区对他们确保变革的政治潜力产生怀疑。2007年11月29日，韦斯特公开支持2008年民主党总统候选人参议员贝拉克·奥巴马，并在哈莱姆区的阿波罗剧院与1000多名奥巴马的支持者进行了交流。
2009年，当奥巴马获得诺贝尔和平奖时，韦斯特批评他说，奥巴马很难成为“一位获得和平奖的战争总统”。韦斯特在2011年4月的一次采访中进一步撤回了对奥巴马的支持，称奥巴马是“华尔街寡头的黑色吉祥物和企业财阀的黑色木偶。现在他已经成为美国杀人机器的负责人，并为此感到自豪”。2012年11月，韦斯特在一次采访中表示，他认为奥巴马是“黑脸的洛克菲勒共和党人”。
2011年，韦斯特与国际公众电台节目Smiley&West的联合主持人塔维斯·斯迈利一起参加了“贫困之旅”。这次巡演在他们的广播节目中分为两部分，在PBS电视节目Tavis Smiley中分为五个夜晚。他们在2012年的畅销书《富人和我们其他人》中讲述了他们在这次旅行中的经历。这次旅行的目的是强调2012年总统大选前美国贫困人口的困境，韦斯特和斯迈利表示，他们的候选人忽视了穷人的困境。
2014年，韦斯特在一次采访中批评奥巴马，称他是一个冒充进步派的“伪君子”。韦斯特将奥巴马的总统任期定义为“华尔街总统任期、无人机总统任期、国家安全总统任期”。

### 支持伯尼·桑德斯
2015年，韦斯特在接受美国有线电视新闻网《今夜秀》采访时表示支持民主党候选人伯尼·桑德斯。韦斯特认为，桑德斯计划将华尔街精英的财富重新分配给社会最贫穷的成员，这将有利于非裔美国人社区。2015年8月24日，韦斯特在推特上写道：“我支持兄弟@BernieSanders，因为他是一名长跑运动员，50多年来一直在为正义而战。”
2016年7月，桑德斯退出总统竞选后，韦斯特支持绿党候选人吉尔·斯泰因和她的竞选伙伴阿扎姆·巴拉卡。2016年批评美国干涉主义外交政策的韦斯特将民主党候选人希拉里·克林顿称为“新自由主义灾难”，并指责克林顿只是冒充进步派。
唐纳德·特朗普获胜后，韦斯特在《卫报》的一篇专栏文章中辩称，白人工薪阶层和中产阶级选民“拒绝了对新自由主义政策的经济忽视和精英阶层自以为是的傲慢”，但“支持了一位似乎将社会苦难归咎于少数族裔的候选人，并在此过程中疏远了墨西哥移民、穆斯林、黑人、犹太人、同性恋者、女性和中国。”

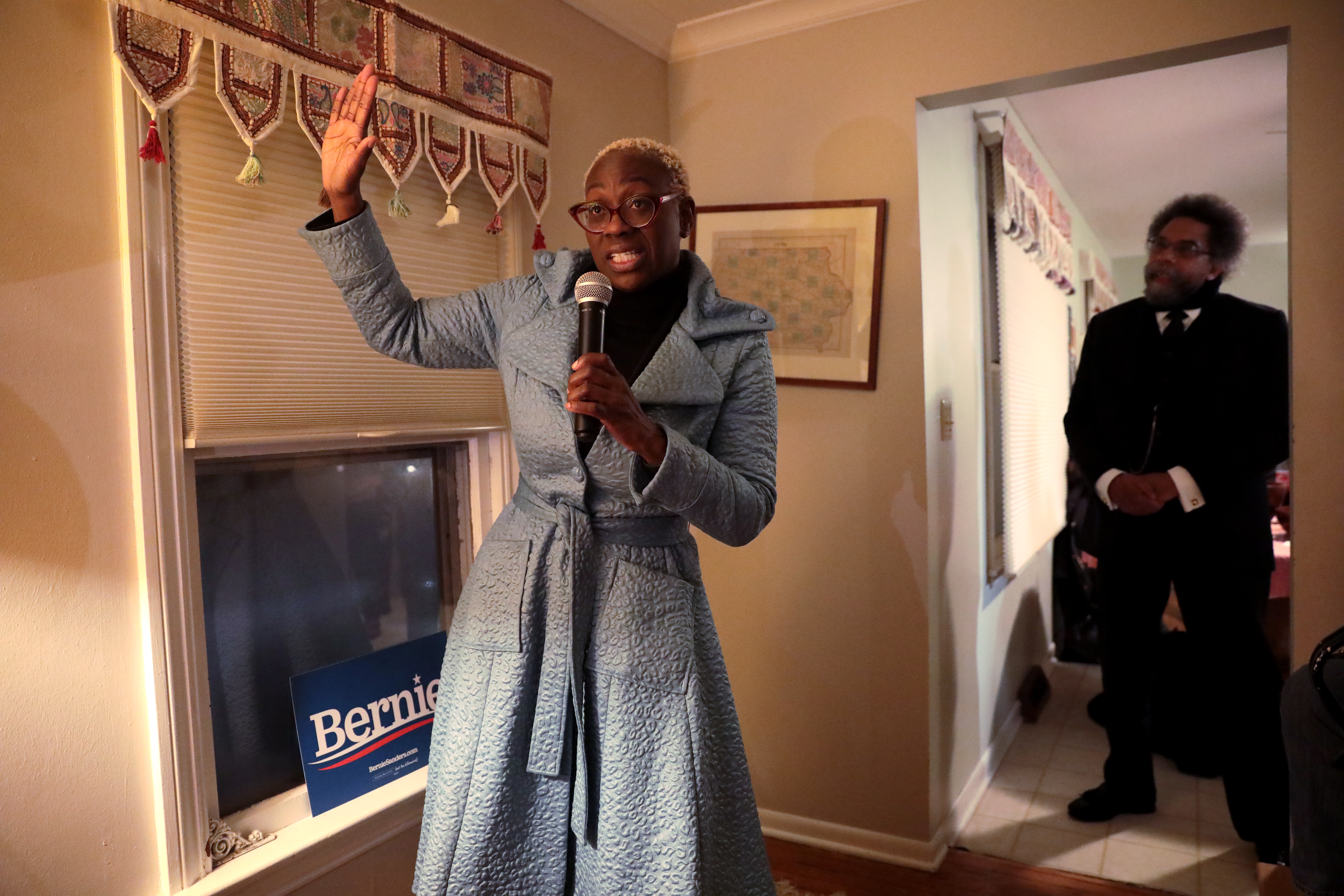
2020年美国总统选举中，韦斯特和尼娜·特纳为伯尼·桑德斯站台

2020年，韦斯特再次支持伯尼·桑德斯，后者在该选举周期中第二次竞选总统。

### 参加2024年总统选举
2023年6月5日，韦斯特宣布他将通过人民党（People's Party）参加2024年美国总统选举。他决定与人民党一起竞选引发了批评，因为该党缺乏投票权，声称领导功能失调，以及对该党创始人尼克·布拉纳的性骚扰指控。6月14日，韦斯特宣布他将转而寻求绿党提名，开展一场以支持全民医保、公营住宅、气候变化行动和大幅削减美国军事预算为中心的运动。
2023年10月5日，韦斯特宣布放弃参选绿党提名，转而以独立候选人的身份继续竞选总统。2024年2月1日，韦斯特宣布成立全民正义党（JFA），他声称该党将采取一项在特定地区（佛罗里达州、北卡罗来纳州和华盛顿州）确保投票权的战略。2024年8月，康乃尔·韦斯特和他的竞选伙伴梅利纳·阿卜杜拉都被取消资格，并被拒绝参加2024年密歇根州总统选举投票。
韦斯特的竞选得到了共和党和特朗普盟友的广泛支持，希望他能在摇摆州的选票上留下从而从卡玛拉·哈里斯那里分割选票。韦斯特对共和党的支持表示矛盾。大卫·马肖特拉批评西方与那些为弗拉基米尔·普京、金正恩和中国共产党的侵略行为辩护的人和候选人结盟。
截至2024年8月，韦斯特在全国范围内的民调低于1%，他的竞选活动负债17000美元，他不再积极竞选。

## 著作
- “黑人神学与马克思主义思想”（1979）
- 预言救赎！美国黑人革命基督教（1982）
- 后分析哲学，与约翰·赖赫曼合编（1985）
- 预言碎片（1988）
- 美国对哲学的逃避：实用主义谱系（1989）
- 打破面包：反叛的黑人知识分子生活（贝尔·胡克斯共著，1991）
- 马克思主义思想的伦理维度（1991）
- 后现代时代的先知思想：超越欧洲中心主义和多元文化主义（1993）
- 种族问题（1993）
- 坚守信仰：美国的哲学与种族（1994）
- 犹太人和黑人：关于美国种族、宗教和文化的对话（与拉比迈克尔·勒纳合著，1995年）
- 种族的未来（与小亨利·路易斯·盖茨合著，1996）
- 恢复希望：关于美国黑人未来的对话（1997）
- 与父母的战争：我们能为美国陷入困境的父母做些什么（与西尔维娅·安·休利特合著，1998）
- 美国进步主义的未来（与罗伯托·昂格尔合著，1998）
- 《康乃尔·韦斯特的读者》（1999）
- 《非裔美国人世纪：美国黑人如何塑造我们的世纪》（与小亨利·路易斯·盖茨合著，2000年）
- 民主很重要：赢得反帝斗争（2004）
- 《黑客帝国》、《黑客帝国：重装上阵》和《黑客帝国：矩阵革命》评论；参见《终极矩阵集》（与肯·威尔伯合著，2004）
- 绳索上的希望：言语与智慧（2008）
- 《西部兄弟：大声地生活和爱》（2009）
- 富人和我们其他人：贫困宣言（与塔维斯·斯迈利合著，2012）
- 亲+激进主义者：反对的艺术（2012）
- 黑色预言之火（2014）
- 激进之王（2016）

## 出演

### 电影
- 远程革命：穆米娅·阿布·贾马尔的旅程
- 黑客帝国2重装上阵（2003）担任韦斯特议员
- 黑客帝国3矩阵革命（2003）担任韦斯特议员
- 街头斗殴（2005）
- 审视人生（2008）
- 皮帕·李的私生活（2009）饰演唐·塞克斯顿
- #Bars4Justice饰演自己（2015）
- 追逐特灵：约翰·科尔特兰纪录片饰演自己（2016）
- 没有安全空间（2019）[42]

### 电视
- 《黑帮明年会怎么样？》在《我为喜剧狂》（2012）中饰演自己

## 資料來源
1. ↑  Muwakkil, Salim. . In These Times. 2004-11-04  [2017-05-21]. （原始内容存档于2020-07-28）.
2. ↑  Parish, Lenel. . whitman.edu. Whitman College. 2003-11-19  [2017-05-21]. （原始内容存档于2017-01-18）.
3. ↑  . chicagodsa.org.   [2016-11-30]. （原始内容存档于2016-12-17）.
4. ↑  . dsausa.org. Democratic Socialists of America.   [2016-11-30]. （原始内容存档于2018-04-19）.
5. ↑  . Pragmatism.org.   [2015-04-23]. （原始内容存档于2020-02-17）.
6. ↑  "Cornel Ronald West." Contemporary Black Biography, Volume 33. Ed. Ashyia Henderson. Gale Group, 2002. Reproduced in Biography Resource Center. Farmington Hills, Mich.: The Gale Group. 2004.
7. ↑  Ward, Thomas. . Resistencia cultural: La nación en el ensayo de las Américas (Lima: Universidad Ricardo Palma). 2004: 344–348.
8. ↑  Nishikawa, Kinohi. . Ostrom, Hans; Macey, J. David Jr.  (编). . Westport, Connecticut: Greenwood Press: 1714–18. 2005.
9. ↑  . montgomery.dartmouth.edu. The Montgomery Fellows, Dartmouth College. 2018-05-15. （原始内容存档于2019-09-17）.
10. ↑  . Cornel West. （原始内容存档于2013-07-03）.
11. ↑  . Enotes.com. 2015-04-23  [2025-01-07]. （原始内容存档于2020-08-01）.
12. ↑  West, Cornel. . Basic Books. 2000  [2025-01-07]. ISBN 978-0-465-09110-2. （原始内容存档于2020-07-29）.
13. ↑  West, Cornel Ronald. . Princeton University. 1980. OCLC 934884084.
14. 1 2  Mendieta, Eduardo. . State University of New York Press. 2007: 173. ISBN 978-0-7914-7257-6.
15. 1 2 3 4  Ashyia Henderson (编). . . Gale Group. 2002.
16. 1 2  Aaseng, Nathan. . . Facts on File. 2003: 237. ISBN 0-8160-4878-9.
17. 1 2  Belluck, Pam. . The New York Times. 2002-04-16. （原始内容存档于2022-01-10）.
18. ↑  Campbell, Andrew C. . Thecrimson.com. 2002-10-16. （原始内容存档于2007-10-13）.
19. ↑  Seelye, Katharine Q. . The New York Times. 2016-11-18  [2025-01-08]. ISSN 0362-4331. （原始内容存档于2020-08-21）.
20. ↑  . The Boston Globe. 2021-03-08  [2025-01-08]. （原始内容存档于2021-03-08）.
21. ↑  Hazel Carby. . . 1998: 22-24.
22. ↑  . American Academy of Arts & Sciences. 2023-09-13  [2025-01-08]. （原始内容存档于2020-07-28）.
23. ↑  Pratt, Doug. . The Hollywood Reporter via AllBusiness. 2004-12-06.
24. ↑  . IMDb. 2011-10-23  [2025-01-09]. （原始内容存档于2011-10-23）.
25. ↑  Han, Lisa. . Daily Princetonian. 2010-02-04  [2025-01-09]. （原始内容存档于2010-04-14）.
26. ↑  Patrin, Nate. . Pitchfork Media. 2012-09-19  [2025-01-09]. （原始内容存档于2014-10-24）.
27. 1 2  Masciotra, David. . The New Republic. 2023-12-29  [2025-01-09]. ISSN 0028-6583. （原始内容存档于2025-05-04）.
28. ↑  Gift, Thomas. . The Conversation. 2024-01-11  [2025-01-09]. （原始内容存档于2024-10-08）. Third-party candidates in the US always prove controversial....because, almost by definition, anyone who runs without an 'R' or 'D' on the ballot has the potential to play spoiler.
29. 1 2 3  Cornel West. . 2004: 20. ISBN 0-14-303583-5.
30. ↑  . Nation19. 2015-09-30  [2025-01-09]. （原始内容存档于2016-06-12）.
31. ↑  . 2010-12-03. （原始内容存档于2010-12-03）.
32. ↑  . The Globe and Mail. 2014-07-10  [2025-01-10]. （原始内容存档于2025-05-01）.
33. ↑  . Democracy Now!. 2011-09-29  [2025-01-10]. （原始内容存档于2011-10-02）.
34. ↑  . Revcom.us. 2017-12-24. （原始内容存档于2017-12-29）.
35. ↑  Reynolds, Nick. . Newsweek. 2023-07-11  [2025-01-10]. （原始内容存档于2025-05-03）.
36. ↑  Parker Aab, Stacy. . The Huffington News. 2007-10-30  [2025-01-10]. （原始内容存档于2007-12-02）.
37. ↑  Frank, Thomas. . Salon. 2014-08-24  [2025-01-10]. （原始内容存档于2020-09-15）.
38. ↑  . democracynow.org. 2018-05-08  [2025-01-10]. （原始内容存档于2018-05-18）.
39. ↑  Gans, Jared. . The Hill. 2023-06-14  [2025-01-13]. （原始内容存档于2023-06-14）.
40. 1 2  Merina, Dan. . AP News. 2024-08-19  [2025-01-13]. （原始内容存档于2024-12-13）.
41. ↑  Slodysko, Brian. . AP News. 2024-08-17  [2025-01-13]. （原始内容存档于2025-01-14）.
42. ↑  Fund, John. . National Review. 2019-11-03  [2025-01-13]. （原始内容存档于2019-12-18）.

## 外部鏈接
- 官方网站
- 康乃爾·韋斯特在互联网电影资料库（IMDb）上的資料（英文）
- 康乃爾·韋斯特的Discogs页面（英文）
- C-SPAN內的頁面（英文）
- Column archive （页面存档备份，存于） at The Huffington Post